# Lutas nos Jogos Olímpicos de Verão de 1992
As lutas nos Jogos Olímpicos de Verão de 1992 foram realizadas em Barcelona, com vinte eventos disputados, sendo dez categorias de luta greco-romana e dez categorias de luta livre.

## Eventos da luta
Luta livre: até 48 kg | 48-52 kg | 52-57 kg | 57-62 kg | 62-68 kg | 68-74 kg | 74-82 kg | 82-90 kg | 90-100 kg | 100-130 kg 

Luta greco-romana: até 48 kg | 48-52 kg | 52-57 kg | 57-62 kg | 62-68 kg | 68-74 kg | 74-82 kg | 82-90 kg | 90-100 kg | 100-130 kg

## Luta livre

### Luta livre - até 48 kg
| Pos. | País                   | Atletas         |
| ---- | ---------------------- | --------------- |
|      | Coreia do Norte (PRK)  | Kim Il          |
|      | Coreia do Sul (KOR)    | Kim Jong-Shin   |
|      | Equipa Unificada (EUN) | Vougar Oroudjov |

### Luta livre - 48-52 kg
| Pos. | País                  | Atletas           |
| ---- | --------------------- | ----------------- |
|      | Coreia do Norte (PRK) | Li Hak Son        |
|      | Estados Unidos (USA)  | Larry Jones       |
|      | Bulgária (BUL)        | Valentin Yordanov |

### Luta livre - 52-57 kg
| Pos. | País                   | Atletas               |
| ---- | ---------------------- | --------------------- |
|      | Cuba (CUB)             | Alejandro Puerto Díaz |
|      | Equipa Unificada (EUN) | Serguei Smal          |
|      | Coreia do Norte (PRK)  | Kim Yong-Sik          |

### Luta livre - 57-62 kg
| Pos. | País                 | Atletas                 |
| ---- | -------------------- | ----------------------- |
|      | Estados Unidos (USA) | John Smith              |
|      | Irã (IRI)            | Asgari Mohammadian      |
|      | Cuba (CUB)           | Lazaro Reinoso Martínez |

### Luta livre - 62-68 kg
| Pos. | País                   | Atletas         |
| ---- | ---------------------- | --------------- |
|      | Equipa Unificada (EUN) | Arsen Fadzaev   |
|      | Bulgária (BUL)         | Valentin Getzov |
|      | Japão (JPN)            | Kosei Akaishi   |

### Luta livre - 68-74 kg
| Pos. | País                 | Atletas                  |
| ---- | -------------------- | ------------------------ |
|      | Coreia do Sul (KOR)  | Park Jang-Soon           |
|      | Estados Unidos (USA) | Kenneth Monday           |
|      | Irã (IRI)            | Amir Reza Khadem Azghadi |

### Luta livre - 74-82 kg
| Pos. | País                   | Atletas              |
| ---- | ---------------------- | -------------------- |
|      | Estados Unidos (USA)   | Kevin Jackson        |
|      | Equipa Unificada (EUN) | Elmadi Jabrailov     |
|      | Irã (IRI)              | Rasul Khadem Azghadi |

### Luta livre - 82-90 kg
| Pos. | País                   | Atletas              |
| ---- | ---------------------- | -------------------- |
|      | Equipa Unificada (EUN) | Makharbek Khadartsev |
|      | Turquia (TUR)          | Kenan Şimşek         |
|      | Estados Unidos (USA)   | Christopher Campbell |

### Luta livre - 90-100 kg
| Pos. | País                   | Atletas       |
| ---- | ---------------------- | ------------- |
|      | Equipa Unificada (EUN) | Leri Khabelov |
|      | Alemanha (GER)         | Heiko Balz    |
|      | Turquia (TUR)          | Ali Kayali    |

### Luta livre - 100-130 kg
| Pos. | País                   | Atletas             |
| ---- | ---------------------- | ------------------- |
|      | Estados Unidos (USA)   | Bruce Baumgartner   |
|      | Canadá (CAN)           | Jeffrey Thue        |
|      | Equipa Unificada (EUN) | David Gobedjichvili |

## Luta greco-romana

### Luta greco-romana - até 48 kg
| Pos. | País                   | Atletas              |
| ---- | ---------------------- | -------------------- |
|      | Equipa Unificada (EUN) | Oleg Koutcherenko    |
|      | Itália (ITA)           | Vincenzo Maenza      |
|      | Cuba (CUB)             | Wilber Sánchez Amita |

### Luta greco-romana - 48-52 kg
| Pos. | País                   | Atletas              |
| ---- | ---------------------- | -------------------- |
|      | Noruega (NOR)          | Jon Rønningen        |
|      | Equipa Unificada (EUN) | Alfred Ter-Mkrtchyan |
|      | Coreia do Sul (KOR)    | Min Kyung-Kap        |

### Luta greco-romana - 52-57 kg
| Pos. | País                | Atletas      |
| ---- | ------------------- | ------------ |
|      | Coreia do Sul (KOR) | An Han-Bong  |
|      | Alemanha (GER)      | Rifat Yildiz |
|      | China (CHN)         | Sheng Zetian |

### Luta greco-romana - 57-62 kg
| Pos. | País                   | Atletas           |
| ---- | ---------------------- | ----------------- |
|      | Turquia (TUR)          | Mehmet Akif Pirim |
|      | Equipa Unificada (EUN) | Serguei Martynov  |
|      | Cuba (CUB)             | Juan Marén Delis  |

### Luta greco-romana - 62-68 kg
| Pos. | País                   | Atletas            |
| ---- | ---------------------- | ------------------ |
|      | Hungria (HUN)          | Attila Repka       |
|      | Equipa Unificada (EUN) | Islam Dougoutchiev |
|      | Estados Unidos (USA)   | Rodney Smith       |

### Luta greco-romana - 68-74 kg
| Pos. | País                   | Atletas               |
| ---- | ---------------------- | --------------------- |
|      | Equipa Unificada (EUN) | Mnatsakan Iskandarian |
|      | Polônia (POL)          | Józef Tracz           |
|      | Suécia (SWE)           | Torbjörn Kornbakk     |

### Luta greco-romana - 74-82 kg
| Pos. | País                   | Atletas              |
| ---- | ---------------------- | -------------------- |
|      | Hungria (HUN)          | Péter Farkas         |
|      | Polônia (POL)          | Piotr Stępień        |
|      | Equipa Unificada (EUN) | Daoulet Tourlykhanov |

### Luta greco-romana - 82-90 kg
| Pos. | País                   | Atletas            |
| ---- | ---------------------- | ------------------ |
|      | Alemanha (GER)         | Maik Bullmann      |
|      | Turquia (TUR)          | Hakkı Başar        |
|      | Equipa Unificada (EUN) | Gogui Kogouachvili |

### Luta greco-romana - 90-100 kg
| Pos. | País                   | Atletas                 |
| ---- | ---------------------- | ----------------------- |
|      | Cuba (CUB)             | Hector Milián Pérez     |
|      | Estados Unidos (USA)   | Dennis Koslowski        |
|      | Equipa Unificada (EUN) | Serguei Demiachkievitch |

### Luta greco-romana - 100-130 kg
| Pos. | País                   | Atletas           |
| ---- | ---------------------- | ----------------- |
|      | Equipa Unificada (EUN) | Alexander Karelin |
|      | Suécia (SWE)           | Tomas Johansson   |
|      | Romênia (ROM)          | Ioan Grigoraş     |

## Quadro de medalhas da luta
| Ordem | País                 | Medalha de ouro | Medalha de prata | Medalha de bronze | Total |
| ----- | -------------------- | --------------- | ---------------- | ----------------- | ----- |
| 1     | EUN Equipa Unificada | 6               | 5                | 5                 | 16    |
| 2     | USA Estados Unidos   | 3               | 3                | 2                 | 8     |
| 3     | KOR Coreia do Sul    | 2               | 1                | 1                 | 4     |
| 4     | CUB Cuba             | 2               | 0                | 3                 | 5     |
| 5     | PRK Coreia do Norte  | 2               | 0                | 1                 | 3     |
| 6     | HUN Hungria          | 2               | 0                | 0                 | 2     |
| 7     | TUR Turquia          | 1               | 2                | 1                 | 4     |
| 8     | GER Alemanha         | 1               | 2                | 0                 | 3     |
| 9     | NOR Noruega          | 1               | 0                | 0                 | 1     |
| 10    | POL Polônia          | 0               | 2                | 0                 | 2     |
| 11    | IRI Irã              | 0               | 1                | 2                 | 3     |
| 12    | BUL Bulgária         | 0               | 1                | 1                 | 2     |
| 12    | SWE Suécia           | 0               | 1                | 1                 | 2     |
| 14    | CAN Canadá           | 0               | 1                | 0                 | 1     |
| 14    | ITA Itália           | 0               | 1                | 0                 | 1     |
| 16    | CHN China            | 0               | 0                | 1                 | 1     |
| 16    | JPN Japão            | 0               | 0                | 1                 | 1     |
| 16    | ROM Romênia          | 0               | 0                | 1                 | 1     |